# Palio
En palio eller Palio delle contrade är en hästkapplöpning mellan olika stadsdelar (contrador) som förekommer i flera italienska städer, t.ex. Siena (Toscana) och Feltre (Veneto). Kapplöpningen i Siena som är den mest kända palion hålls två gånger varje år (2 juli och 16 augusti) på det centrala torget Piazza del Campo och vid särskilda tillfällen har man tre. 

## Regler och historik
Man lägger jord för hästkapplöpningsbana på torget och sätter upp läktare för tävlingarna. Det är bara 10 av de 17 contradorna i Siena som tävlar. De som inte är med det innevarande året, får vara med i nästa års palio. De tre sista platserna lottas in under högtidliga former några veckor innan palion. Man lottar ut hästarna till de olika contradorna ungefär en vecka före tävlingarna. Contradorna införskaffar en jockey som rider för contradan, vilka sedan rider barbacka och i princip allt är tillåtet utom att piska de andras hästar.
Kampen i palion är inte bara en hästkapplöpning utan också ett rävspel mellan contradorna. De köper och säljer gentjänster. Olika contrador är urgamla fiender och vänner. Till och med vid startlinjen köper och säljer jockeyerna gentjänster mellan varandra.
Man lottar startplaceringarna strax före start. Ryttare 1–9 står i en rad så gott de kan vid första repet, medan ryttare 10 står lite bakom alla och är den som har starten i sina händer. Så fort ryttare 10 sticker så börjar det, vilket innebär att ryttare 10 försöker starta när fienderna inte är beredda, men vännerna är det och det finns en lucka i startledet.
Palion är till skillnad från många andra inte en återskapad gammal tradition. Den har pågått kanske till och med från medeltiden, men i sin nuvarande form grundades den någon gång under 1700-talet. Till skillnad från stadsstaterna så utvecklades palion i Siena till bli ett folkligt skådespel snarare än adelsmännens tidsfördriv och detta är troligen ett stort skäl till att den fortfarande lever vidare idag. 

## De 17 contradorna
|  | Namn         | Översättning  | Färg               |
|  | ------------ | ------------- | ------------------ |
|  | Aquila       | Örnen         | Gul/Svart/Ljusblå  |
|  | Bruco        | Kålmasken     | Grön/Gul/Blå       |
|  | Chiocciola   | Snigeln       | Gul/Röd            |
|  | Civetta      | Minervaugglan | Röd/Svart          |
|  | Drago        | Draken        | Grön/Röd/Gul       |
|  | Giraffa      | Giraffen      | Röd/Vit            |
|  | Istrice      | Piggsvinet    | Röd/Svart/Vit/Blå  |
|  | Leocorno     | Enhörningen   | Vit/Orange/Ljusblå |
|  | Lupa         | Vargen        | Svart/Vit          |
|  | Nicchio      | Snäckan       | Ljusblå/Röd/Gul    |
|  | Oca          | Gåsen         | Grön/Orange        |
|  | Onda         | Vågen         | Vit/Blå            |
|  | Pantera      | Pantern       | Röd/Blå/Vit        |
|  | Selva        | Skogen        | Orange/Grön/Vit    |
|  | Tartuca      | Sköldpaddan   | Gul/Ljusblå        |
|  | Torre        | Tornet        | Röd                |
|  | Valdimontone | Stenbocken    | Röd/Gul/Vit        |

Samtidigt som contradorna är stadsdelar, så är ett medlemskap något man föds in i. Fast man skulle råka flytta in i en annan stadsdel så har man kvar den contradatillhörighet man har fått från första början.

## Övrigt
James Bond-filmen "Quantum of Solace" spelades in under palion i augusti 2007.